# 전부 문화

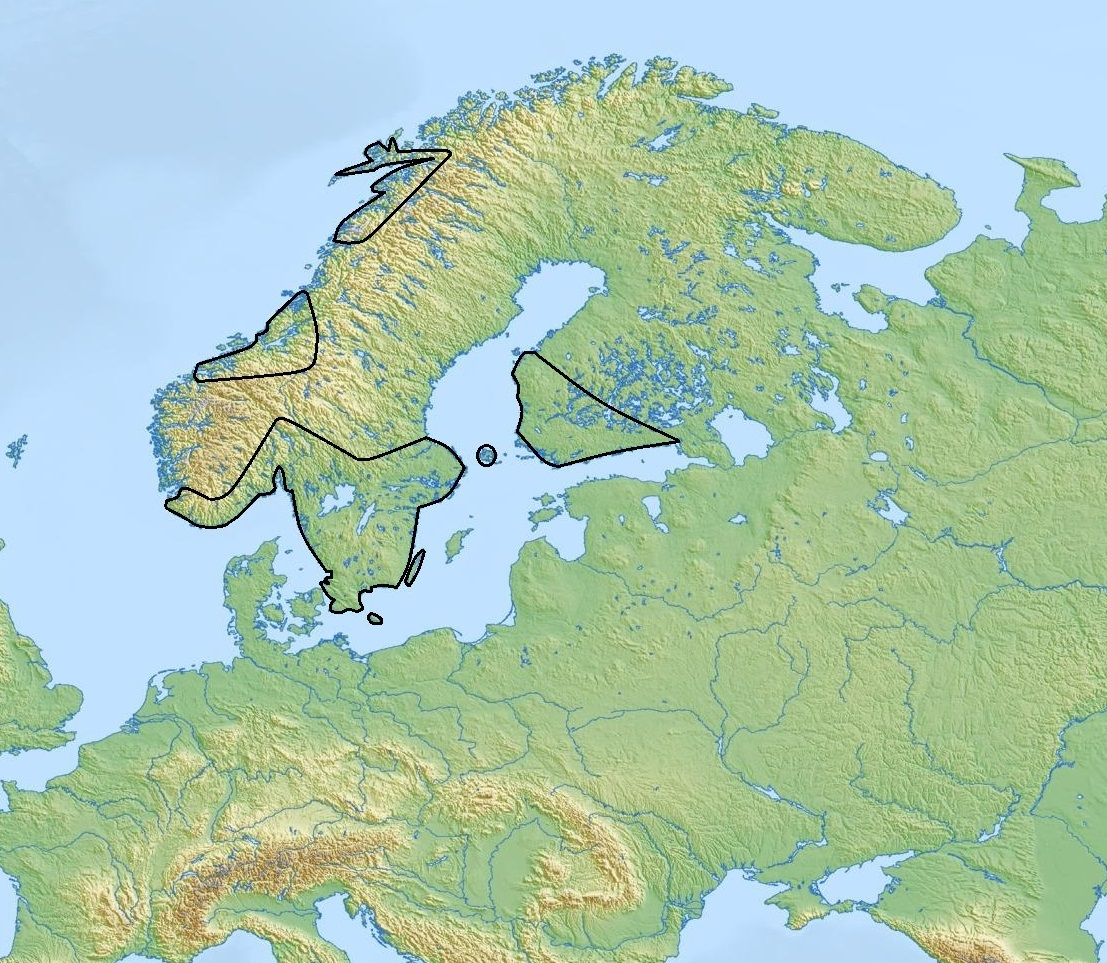

전부 문화(戰斧文化, Battle Axe culture) 또는 전투 도끼 문화 또는 배 도끼 문화(Boat Axe culture)는 대략 기원전 2800년 ~ 2300년에 스칸디나비아 반도 남부와 핀란드 남서부의 해안 지대에서 번성한 동기 시대 문화이다. 매듭무늬토기 문화(Corded Ware culture)의 한 분파이며, 스칸디나비아 남부에서는 대량 이주와 인구 대체의 과정을 거쳐 누두형 비커 문화를 대체한 것으로 보인다. 이 지역에 인도유럽어를 비롯한 원시 인도유럽 문화를 확산시킨 주요 인자일 것이다. 발트해 주변에서 어로 및 항해에 의한 교역이 성행했던 것으로 보인다. 상당 기간 동안 구멍무늬토기 문화(Pitted Ware Culture)의 수렵채집민들과 공존하다가 끝내 이들을 흡수하여 북유럽 청동기 시대로 진행하였다. 북유럽 청동기 시대는 게르만계 민족의 기원으로 여겨진다.

## 같이 보기
- 종형 비커 문화